# Trojan (bůh)

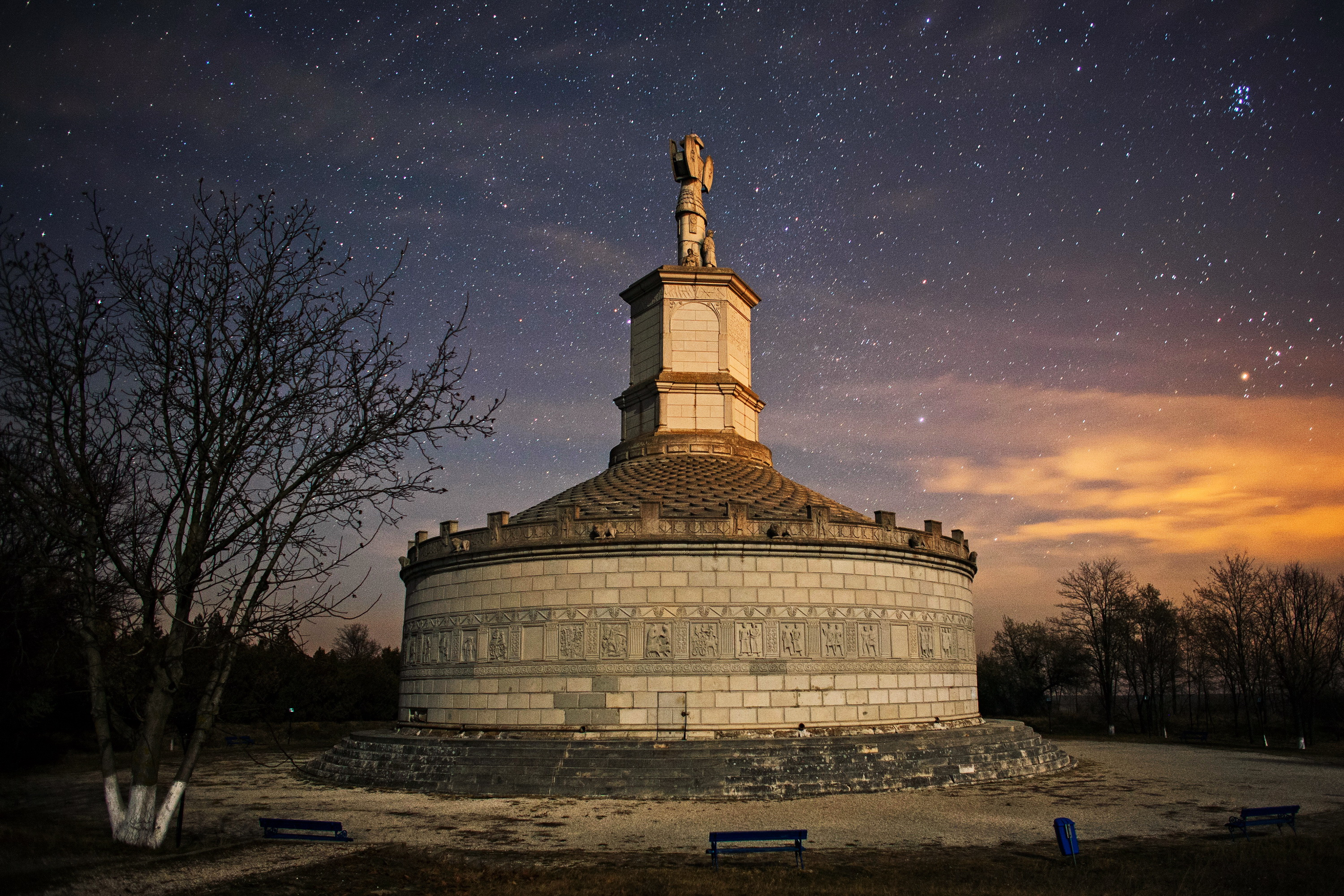
Tropaeum Traiani vztyčené císařem Traianem v Rumunsku

Trojan je slovanský bůh nejasného významu. Nejčastěji bývá vykládán jako divinizace (zbožštění) římského císaře Traiana pod vlivem dobytí Dácie v 2. století, tato teorie je však nepravděpodobná. Také bývá připodobňován k polabskému Triglavovi a souvislost se staročeským osobním jménem Trojan pro třetí narozené dítě.
Doložen je ve dvou ruských apokryfech z 12. století vedle Peruna, Chorse a Velese, kde v jednom je označován jako „car v Římě“ a druhém jako zbožštělý člověk. Jedná se však nejspíš o hypotézy autorů. Zmiňován je také v Slově o pluku Igorově kde se mluví o zemi, věcích a stopách Trojana, zdá se být tedy mytickým vládcem. Objevuje se také v srbských a bulharských písních a pohádkách jako bohatý car.